# Emin Əhmədov
Pour les articles homonymes, voir Ahmadov.
Emin Əhmədov, ou Emin Ahmadov, né le 6 octobre 1986 à Bakou, est un lutteur gréco-romain azerbaïdjanais.

## Biographie
Le 5 août 2012, il obtient la médaille de bronze aux Jeux olympiques de Londres en catégorie des moins de 74 kg.